# Islam, Italia
Islam, Italia è un programma televisivo italiano di attualità, politica e cultura, condotto dal giornalista e saggista Gad Lerner andato in onda in seconda serata, su Rai 3, dal 20 novembre 2016 al 24 dicembre 2016 per un totale di 6 puntate.

## Il programma
Il programma vede il conduttore documentare il rapporto tra l'Islam, l'Italia e l'Europa.

## Puntate
| Puntata | Titolo                   | Messa in onda    | Telespettatori | Share |
| ------- | ------------------------ | ---------------- | -------------- | ----- |
| 1       | Fede e denaro            | 20 novembre 2016 | 1.391.000      | 7.6%  |
| 2       | Donne, il corpo nascosto | 27 novembre 2016 | 1.155.000      | 6.8%  |
| 3       | A casa loro              | 11 dicembre 2016 | 1.027.000      | 6.2%  |
| 4       | Islamofobia              | 18 dicembre 2016 | 803.000        | 5.6%  |
| 5       | Gli arabi al potere      | 19 dicembre 2016 | 755.000        | 4.9%  |
| 6       | In fuga verso la libertà | 24 dicembre 2016 | 732.000        | 5.0%  |